# Edoardo Augusto di Hannover (duca di Kent e Strathearn)
Il principe Edoardo Augusto di Hannover, duca di Kent e Strathearn (Londra, 2 novembre 1767 – Sidmouth, 23 gennaio 1820), è stato un membro della famiglia reale inglese, quinto figlio del re Giorgio III e padre della regina Vittoria. Fu creato Duca di Kent e Strathearn e Conte di Dublino il 23 aprile 1799.

## Biografia

### Nascita e battesimo
Il principe Edoardo Augusto nacque a Buckingham Palace. Suo padre era il sovrano britannico, re Giorgio III del Regno Unito, il maggiore tra i figli del Principe di Galles e di Augusta di Sassonia-Gotha-Altenburg. Sua madre era la regina Carlotta (nata duchessa Carlotta di Meclemburgo-Strelitz), figlia del duca Carlo Ludovico Federico di Meclemburgo-Strelitz. In quanto figlio del sovrano inglese, Edoardo Augusto fin dalla nascita ebbe il diritto al titolo ed al trattamento di Sua altezza reale. Egli era quarto nella linea di successione dinastica.
Il principe Edoardo Augusto fu battezzato il 30 novembre 1767; suoi padrini furono il principe di Brunswick-Lünenburg Carlo Guglielmo Ferdinando di Brunswick-Wolfenbüttel, il duca Carlo II di Meclemburgo-Strelitz, la Principessa ereditaria di Brunswick-Wolfenbüttel e la Langravia d'Assia-Kassel.

### Carriera militare
Il Principe iniziò il suo addestramento militare in Germania nel 1785. Inizialmente suo padre voleva mandarlo all'Università di Göttingen, ma cambiò idea su consiglio del Duca di York. Fu mandato, invece, a Lüneburg e poi a Hannover, accompagnato dal suo tutore, il Barone Wangenheim. Dal 1788 al 1789 completò la sua formazione a Ginevra, dove il 5 agosto 1789, all'età di 22 anni, fu iniziato in massoneria nella loggia l'Union, la più importante loggia massonica ginevrina dell'epoca, loggia di cui fu per breve tempo il secondo sorvegliante, dal 9 dicembre 1789 fino al suo ritorno in Inghilterra il 17 gennaio 1790. Il Duca di Kent fu l'ultimo Gran Maestro della Ancients Grand Lodge of England prima dell'unione con la Grand Lodge of England (Prima gran loggia d'Inghilterra) , unione che portò alla fondazione della United Grand Lodge of England (Gran Loggia unita d'Inghilterra) nel 1813, della quale fu nominato Gran Maestro suo fratello Augusto Federico.
Nel 1789 fu nominato colonnello del 7º Reggimento di fanteria. Nel 1790 tornò a casa senza permesso e venne espulso da Gibilterra come ufficiale ordinario. Fu raggiunto a Marsiglia da madame de Saint-Laurent, la sua amante.

### Canada
Non gradendo il clima mediterraneo, Edoardo chiese di essere trasferito in Canada, in particolare in Quebec. Arrivò in Canada giusto in tempo per assistere alla proclamazione della legge costituzionale del 1791 e divenne il primo membro della famiglia reale a visitare Upper Canada, che divenne un appuntamento fisso della società britannica nordamericana. Edoardo e la sua amante, madame de Saint-Laurent, divennero amici stretti della famiglia de Salaberry.
Il Principe venne promosso al grado di maggiore generale nell'ottobre 1793 e l'anno successivo servì con successo nella campagna delle Indie Occidentali. Nel 1794 visse presso la sede della Royal Navy del Nord America a Halifax. Dopo aver sofferto per una caduta da cavallo, nel 1798 gli venne dato il permesso di tornare in Inghilterra.
Il 24 aprile 1799 venne creato Duca di Kent e Strathearn e Conte di Dublino, ricevendo le felicitazioni del parlamento e una rendita di £ 9.000. Nel maggio dello stesso anno il Duca venne promosso al grado di generale e nominato comandante in capo delle forze britanniche nel Nord America. Prese congedo dai suoi genitori il 22 luglio 1799 e raggiunse Halifax. Poco più di dodici mesi dopo lasciò Halifax ed arrivò in Inghilterra il 31 agosto 1800.

### Gibilterra
Nominato governatore di Gibilterra il 23 marzo 1802 da parte del Ministro della Guerra, il Duca prese il suo posto il 24 maggio 1802 con l'espresso ordine del governo di ripristinare la disciplina tra le truppe. La dura disciplina del Duca fece scoppiare un ammutinamento da parte dei soldati del 25º Reggimento alla vigilia di Natale del 1802.
Come consolazione per la fine della sua carriera militare attiva, all'età di 35 anni venne promosso al grado di maresciallo di campo e nominato Ranger di Hampton Court Park il 5 settembre 1805.

### Matrimonio
Il Duca di Kent ebbe molteplici amanti. Dopo la morte, nel novembre 1817, dell'unica nipote legittima di Giorgio III, la principessa Carlotta Augusta di Galles, la successione al trono divenne incerta. Il Principe reggente e suo fratello minore Federico, duca di York, anche se sposati, si erano allontanati dalle loro mogli e non avevano figli legittimi. Le altre figlie del sovrano erano tutte in età troppo avanzata per poter generare dei figli. I figli non sposati del Re, il Duca di Clarence (il futuro Guglielmo IV), il Duca di Kent e il Duca di Cambridge, si precipitarono tutti a contrarre matrimoni legali per fornire un erede al trono.
Da parte sua il Duca di Kent si fidanzò con la principessa Vittoria di Sassonia-Coburgo-Saalfeld (17 agosto 1786–16 marzo 1861). La coppia si sposò il 29 maggio 1818 a Schloss Ehrenburg a Coburgo (con rito luterano) e, di nuovo il 13 luglio 1818, al Kew Palace, Richmond Park, nel Surrey.
La sposa era figlia del duca Francesco Federico di Sassonia-Coburgo-Saalfeld, vedova di Emilio Carlo di Leiningen e sorella del principe Leopoldo di Sassonia-Coburgo-Saalfeld, vedovo della figlia (ed erede) di Giorgio IV. Ebbero una figlia, Alessandrina Vittoria, che ascenderà successivamente al trono del Regno Unito.
Dopo la nascita della principessa Vittoria, il Duca e la Duchessa, interessati a gestire i grandi debiti del Duca, cercarono di trovare un luogo dove poter vivere a buon mercato. Affittarono, sulla costa del Devon, con l'intenzione di rimanere in incognito, Woolbrook Cottage, sul mare di Sidmouth.

### Morte
Morì il 23 gennaio 1820 a Woodbrook Cottage, Sidmouth, Devon, dopo una breve malattia e fu sepolto nella St. George's Chapel, nel castello di Windsor. Morì solo sei giorni prima del proprio padre Giorgio III, quando l'unica figlia aveva meno di un anno.
Pur essendo premorto al padre e ai suoi tre fratelli maggiori, poiché questi non riuscirono ad avere legittima discendenza che sopravvivesse, fu sua figlia Vittoria a salire sul trono succedendo allo zio Guglielmo IV.
Vittoria regnò fino al 1901 e i suoi discendenti, tramite le loro nozze, salirono su quasi tutti i troni d'Europa. Tra di essi ci furono le Regine di Norvegia, Grecia, Romania e Spagna, l'erede al trono svedese, la Zarina di Russia, il Re del Regno Unito e l'Imperatore di Germania.
Per questo motivo oggi Edoardo è l'antenato di quasi tutti i sovrani regnanti in Europa.

## Discendenza
Edoardo e Vittoria di Sassonia-Coburgo-Saalfeld ebbero una figlia:
- Principessa Alessandrina Vittoria di Kent (24 maggio 1819–22 gennaio 1901), che ascenderà successivamente al trono del Regno Unito.

## Ascendenza
|                                                 |                                            |                                               | Genitori                                         |  |  | Nonni |  |  | Bisnonni                 |  |  | Trisnonni               |  |
|                                                 |                                            |                                               |                                                  |  |  |       |  |  | Giorgio II d'Inghilterra |  |  | Giorgio I d'Inghilterra |  |
|                                                 |                                            |                                               |                                                  |  |  |       |  |  | Giorgio II d'Inghilterra |  |  | Giorgio I d'Inghilterra |  |
|                                                 |                                            | Sofia Dorotea di Celle                        |                                                  |  |  |       |  |  | Giorgio II d'Inghilterra |  |  |                         |  |
| Federico di Hannover                            |                                            |                                               |                                                  |  |  |       |  |  | Giorgio II d'Inghilterra |  |  |                         |  |
|                                                 |                                            | Carolina di Brandeburgo-Ansbach               | Giovanni Federico di Brandeburgo-Ansbach         |  |  |       |  |  |                          |  |  |                         |  |
|                                                 |                                            | Carolina di Brandeburgo-Ansbach               | Giovanni Federico di Brandeburgo-Ansbach         |  |  |       |  |  |                          |  |  |                         |  |
|                                                 |                                            | Carolina di Brandeburgo-Ansbach               | Eleonora Erdmuthe di Sassonia-Eisenach           |  |  |       |  |  |                          |  |  |                         |  |
| Giorgio III d'Inghilterra                       |                                            | Carolina di Brandeburgo-Ansbach               |                                                  |  |  |       |  |  |                          |  |  |                         |  |
|                                                 |                                            | Federico II di Sassonia-Gotha-Altenburg       | Federico I di Sassonia-Gotha-Altenburg           |  |  |       |  |  |                          |  |  |                         |  |
|                                                 |                                            | Federico II di Sassonia-Gotha-Altenburg       | Federico I di Sassonia-Gotha-Altenburg           |  |  |       |  |  |                          |  |  |                         |  |
|                                                 |                                            | Federico II di Sassonia-Gotha-Altenburg       | Maddalena Sibilla di Sassonia-Weissenfels        |  |  |       |  |  |                          |  |  |                         |  |
| Augusta di Sassonia-Gotha-Altenburg             |                                            | Federico II di Sassonia-Gotha-Altenburg       |                                                  |  |  |       |  |  |                          |  |  |                         |  |
|                                                 |                                            | Maddalena Augusta di Anhalt-Zerbst            | Carlo Guglielmo di Anhalt-Zerbst                 |  |  |       |  |  |                          |  |  |                         |  |
|                                                 |                                            | Maddalena Augusta di Anhalt-Zerbst            | Carlo Guglielmo di Anhalt-Zerbst                 |  |  |       |  |  |                          |  |  |                         |  |
|                                                 |                                            | Maddalena Augusta di Anhalt-Zerbst            | Sofia di Sassonia-Weissenfels                    |  |  |       |  |  |                          |  |  |                         |  |
| Edoardo Augusto di Hannover                     |                                            | Maddalena Augusta di Anhalt-Zerbst            |                                                  |  |  |       |  |  |                          |  |  |                         |  |
|                                                 | Adolfo Federico II di Meclemburgo-Strelitz | Adolfo Federico I di Meclemburgo-Schwerin     |                                                  |  |  |       |  |  |                          |  |  |                         |  |
|                                                 | Adolfo Federico II di Meclemburgo-Strelitz | Adolfo Federico I di Meclemburgo-Schwerin     |                                                  |  |  |       |  |  |                          |  |  |                         |  |
|                                                 | Adolfo Federico II di Meclemburgo-Strelitz | Maria Caterina di Brunswick-Wolfenbüttel      |                                                  |  |  |       |  |  |                          |  |  |                         |  |
| Carlo Ludovico Federico di Meclemburgo-Strelitz | Adolfo Federico II di Meclemburgo-Strelitz |                                               |                                                  |  |  |       |  |  |                          |  |  |                         |  |
|                                                 |                                            | Cristiana Emilia di Schwarzburg-Sondershausen | Cristiano Guglielmo di Schwarzburg-Sondershausen |  |  |       |  |  |                          |  |  |                         |  |
|                                                 |                                            | Cristiana Emilia di Schwarzburg-Sondershausen | Cristiano Guglielmo di Schwarzburg-Sondershausen |  |  |       |  |  |                          |  |  |                         |  |
|                                                 |                                            | Cristiana Emilia di Schwarzburg-Sondershausen | Antonia Sibilla di Barby-Muhlingen               |  |  |       |  |  |                          |  |  |                         |  |
| Carlotta di Meclemburgo-Strelitz                |                                            | Cristiana Emilia di Schwarzburg-Sondershausen |                                                  |  |  |       |  |  |                          |  |  |                         |  |
|                                                 |                                            | Ernesto Federico I di Sassonia-Hildburghausen | Ernesto di Sassonia-Hildburghausen               |  |  |       |  |  |                          |  |  |                         |  |
|                                                 |                                            | Ernesto Federico I di Sassonia-Hildburghausen | Ernesto di Sassonia-Hildburghausen               |  |  |       |  |  |                          |  |  |                         |  |
|                                                 |                                            | Ernesto Federico I di Sassonia-Hildburghausen | Sofia Enrichetta di Waldeck                      |  |  |       |  |  |                          |  |  |                         |  |
| Elisabetta Albertina di Sassonia-Hildburghausen |                                            | Ernesto Federico I di Sassonia-Hildburghausen |                                                  |  |  |       |  |  |                          |  |  |                         |  |
|                                                 |                                            | Sofia Albertina di Erbach-Erbach              | Giorgio I di Erbach-Erbach                       |  |  |       |  |  |                          |  |  |                         |  |
|                                                 |                                            | Sofia Albertina di Erbach-Erbach              | Giorgio I di Erbach-Erbach                       |  |  |       |  |  |                          |  |  |                         |  |
|                                                 |                                            | Sofia Albertina di Erbach-Erbach              | Amalia Caterina di Waldeck-Eisenberg             |  |  |       |  |  |                          |  |  |                         |  |
|                                                 |                                            | Sofia Albertina di Erbach-Erbach              |                                                  |  |  |       |  |  |                          |  |  |                         |  |